# 缬沙坦
缬沙坦（英語：Valsartan），是一款血管紧张素II受体拮抗剂抗高血压类药物，该药物使血管紧张素Ⅱ的I型(AT1)受体封闭，血管紧张素Ⅱ血浆濃度升高，刺激未封闭的AT2受体，同时抗衡AT1受体的作用，从而达到扩张血管降低血压的效果。在美国，缬沙坦用于治疗高血压症、充血性心臟衰竭、后心肌梗塞。
瑞士汽巴-嘉基公司研发生产的缬沙坦于1995年和1996年分别获得美国和欧洲的相关专利权，并于1996年7月首次在德国上市，此后陆续在欧洲、美国、日本上市。汽巴-嘉基公司与山德士公司在1996年合并成立了诺华製藥。缬沙坦具有降血压效果持久稳定，毒副作用小的特点。

## 用药
缬沙坦口服药片包括有40 mg、80 mg、160 mg或320 mg，常用剂量范围为每日40至320 mg。
在一些市场中还存在着40 mg、80 mg、160 mg剂量的缬沙坦胶囊。

## 心肌梗死的争议
《英国医学杂志》在2004年刊登过一期，血管紧张素受体阻滞剂是否可能会增加服用者心肌梗死的风险的文章，并于2006年在美国心脏协会的医学杂志上展开了辩论。最终也未能就血管紧张素Ⅱ受体拮抗剂类药物是否会增加的趋势心肌梗塞共识，也没有实质性的证据表明，血管紧张素Ⅱ受体拮抗剂类药物可以减少心肌梗死。
在长期应用评价（VALUE）试验中，氨氯地平较缬沙坦心肌梗死发病率更低(19%，P=0.02)，相同的降压幅度可以使减少心血管事件终点在同等水平。
CHARM-alternative试验显示，尽管都为沙坦类药物，缬沙坦较坎地沙坦更易引发心肌梗死(52%，p=0.025)，但是坎地沙坦对心力衰竭的治疗作用尚无知晓。
事实在，由于AT1受阻，血管紧张素受体拮抗剂会自然的通过血管紧张素AT2受体介导。不幸的是，最近的数据表明，AT2受体刺激并没有以前预计的那么对身体有益。甚至有可能在某些情况下，会有害的助长心肌纤维化和肥大，并受到动脉粥样硬化和炎症的影响。

## 对其他疾病的功效

### 糖尿病
糖耐量受损的患者服用缬沙坦，可降低2型糖尿病的发病率。但是，绝对风险降低很有限（每年不到1％），控制饮食，运动或服用其他药物，可能会更好地保护患者的健康。在同一研究中发现，该药物并不能减少包括死亡在内的心血管疾病的发生。换言之，就是缬沙坦并没有使糖耐量受损的患者延长生命。

### 阿茲海默症
2007年刊登在《临床研究杂志》（Journal of Clinical Investigation）上的一篇研究报告显示，缬沙坦对治疗与预防阿茲海默症具有一些功效，尽管这项研究只处于实验室阶段。 

## 副作用
在一项2316名高血压患者中进行的安慰剂与代文缬沙坦对照试验中发现，缬沙坦的总不良事件发生率同安慰剂相似。孕妇不能使用该药物，在一个案例报告中，缬沙坦牵涉到一个死胎的案例。
- 最常见的为，头痛、病毒感染、中性粒细胞减少；
- 不常见的有，上呼吸道感染、咽炎、鼻窦炎、失眠、性欲下降**评价缬沙坦对从未接受过抗高血压治疗的男性患者性功能的影响。方法  80例新近诊断为高血压的男性患者随机、双盲分为两组，40例患者使用缬沙坦治疗，80 mg每日1次，共16周；40例患者使用洛汀新治疗，10 mg每日1次，共16周；治疗前、服药4周、8周、12周及16周观察血压变化、每月性交频率及国际勃起功能指数（问卷）（IIEF-5）。结果  两组均有明显降压作用,缬沙坦组每月平均性交次数明显增多,IIEF-5分数增高,和洛汀新组比较差异有非常显著性（P<0.01）。结论  缬沙坦降压同时有提高性功能作用。

、眩晕、咳嗽、腹泻、腹痛、背痛、疲劳乏力、水肿；
- 非常罕见的有，鼻炎、血小板减少、超敏反应、血管炎、皮疹、瘙痒、关节痛、肌痛。

## 原料藥污染事件
2018年7月，台灣衛生福利部食品藥物管理署指出，有關媒體報導中國大陸浙江華海製藥公司及珠海潤都製藥公司所生產的高血壓治療藥品原料藥纈沙坦在改變製程後發現含「N-亞硝基二甲胺」（NDMA）成分，該成分具動物致癌性，對人類資料尚未證明。唯為確保民眾用藥安全，將清查後發現台灣有6款藥品用到的同款原料藥下架回收。然而，回收高血壓藥物訊息一開始誤傳為諾華藥廠的「得安穩」，引發部分民眾恐慌。台灣諾華表示，諾華生產高血壓用藥：得安穩Diovan、可得安穩Co-Diovan、易安穩 Exforge及力安穩Exforge HCT，自原料至成品均於歐洲原廠生產製造，原裝進口台灣。所採用的Valsartan (纈沙坦)原料藥為諾華英國、愛爾蘭、瑞士原廠生產，製造過程不使用可能產生「N-亞硝基二甲胺」(NDMA)的化學原料。食藥署建議用藥患者切不可擅自停藥，若對用藥有任何疑慮，應在回診時向醫療專業人員諮詢討論，必要時更換藥物。

## 商业品牌
纈沙坦最初是由瑞士製藥商諾華集團（Novartis AG）所研發，並以「得安穩」（Diovan）的商品名稱行銷全球。諾華的專利權到期後，許多藥廠都生產含有纈沙坦的學名藥。此成分除了能治療高血壓，還可作為心臟衰竭的處方用藥。